# 汐里
汐里（しおり）は、日本の漫画家。かつて漫画家・飯島浩介の元でアシスタントとして勤めており、少年漫画を描いていくつかの少年誌に作品を投稿して受賞もしていたが2013年、26歳の時に講談社の青年漫画誌『モーニング』より、第64回ちばてつや賞大賞を受賞した『妄想少女』でデビュー。2015年より同誌で連載を開始した『4D』が初の週刊連載作品となる。

## 人物
女性、血液型はB型。大の猫好きでありTwitter上では主に実家の愛猫や野良猫、自身や実家で保護した猫の写真やその様子を公開している。

## 作風
「読む人に強い印象を残す」ような、キャラクターの造形や表情に「強いオリジナリティ」のある画風。

## 作品リスト
- 妄想少女（講談社『モーニング』2013年52号、2014年20号、24号、27号、29号、『Dモーニング』2014年32号、36・37合併号[10]、全1巻）
- 4D（原作：橘尚毅、講談社『モーニング』2015年36・37合併号[6] - 2016年21号[5]、全4巻）
- いちいちせいち（講談社『イブニング』2017年18号[11] - 2019年9号[12]、全3巻）
- 勇者のひざには猫がいる（原作：飯島浩介、小学館『マンガワン』2021年6月[13] - 2022年12月3日[14]、全4巻）
- ぜんぶシンカちゃんのせい（原作：Rootport、講談社『モーニング・ツー』2023年8月24日[15] - 11月23日[16]、全1巻）
- マイホームを買った漫画家夫婦が、違約金480万円払うハメになった話。（講談社『コミックDAYS』、2024年2月10日[17] - 2024年3月9日[18]、全1巻）
- にじいろキャンパスライフ（仮）（原作：筒井テツ、『カドコミ』アプリ内「CandleA」レーベル 2024年10月11日[19] - 、既刊1巻）